# 大島 (愛媛縣今治市)

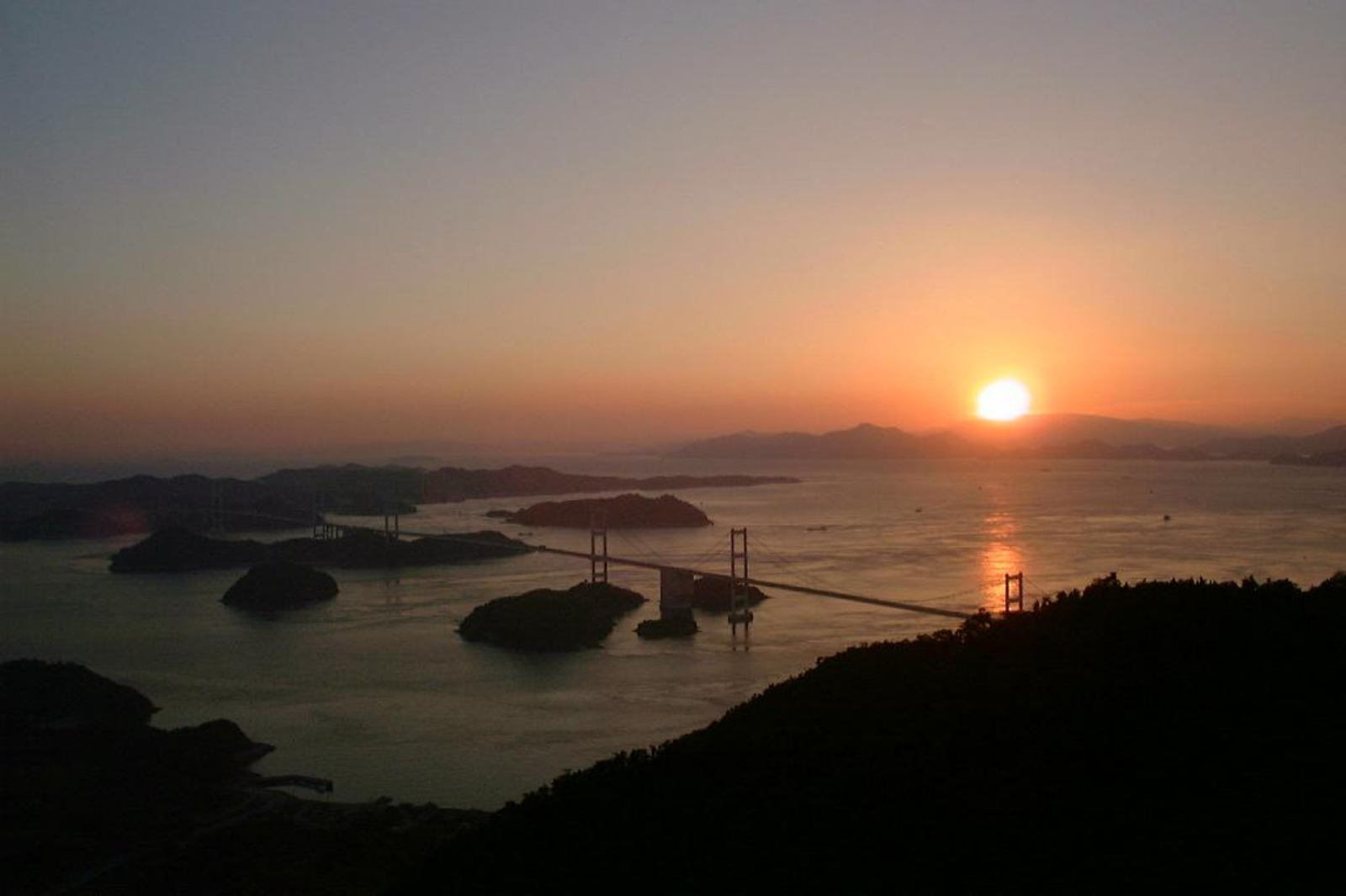
從大島的龜老山展望台俯瞰夕照

大島（日语：／ Ōshima */?）是位於日本瀨戶內海的島嶼，為藝予群島的島嶼之一，屬愛媛縣今治市。面積41.89平方公里。